# 无极县
无极县是中华人民共和国河北省石家庄市下辖的一个县，面积524平方公里，位于石家庄东北、滹沱河的下游。滹沱河在该县南部，是无极与晋州市、藁城区的分界河。在公元697年（武则天时期）定名无极，延用至今。縣人民政府駐無極鎮建設路。
主要集中于城南张段固镇的皮革加工业是无极第一大支柱产业；制药业则是无极传统产业之一；城西北苏镇的装饰家居业是无极新兴产业。
无极是中国北方最大的温室黄瓜和韭菜生产基地。
无极剪纸在2006年被河北省列为首批非物质文化遗产。
无极特色美食有无极饸饹、缸炉烧饼、无极扒糕等。

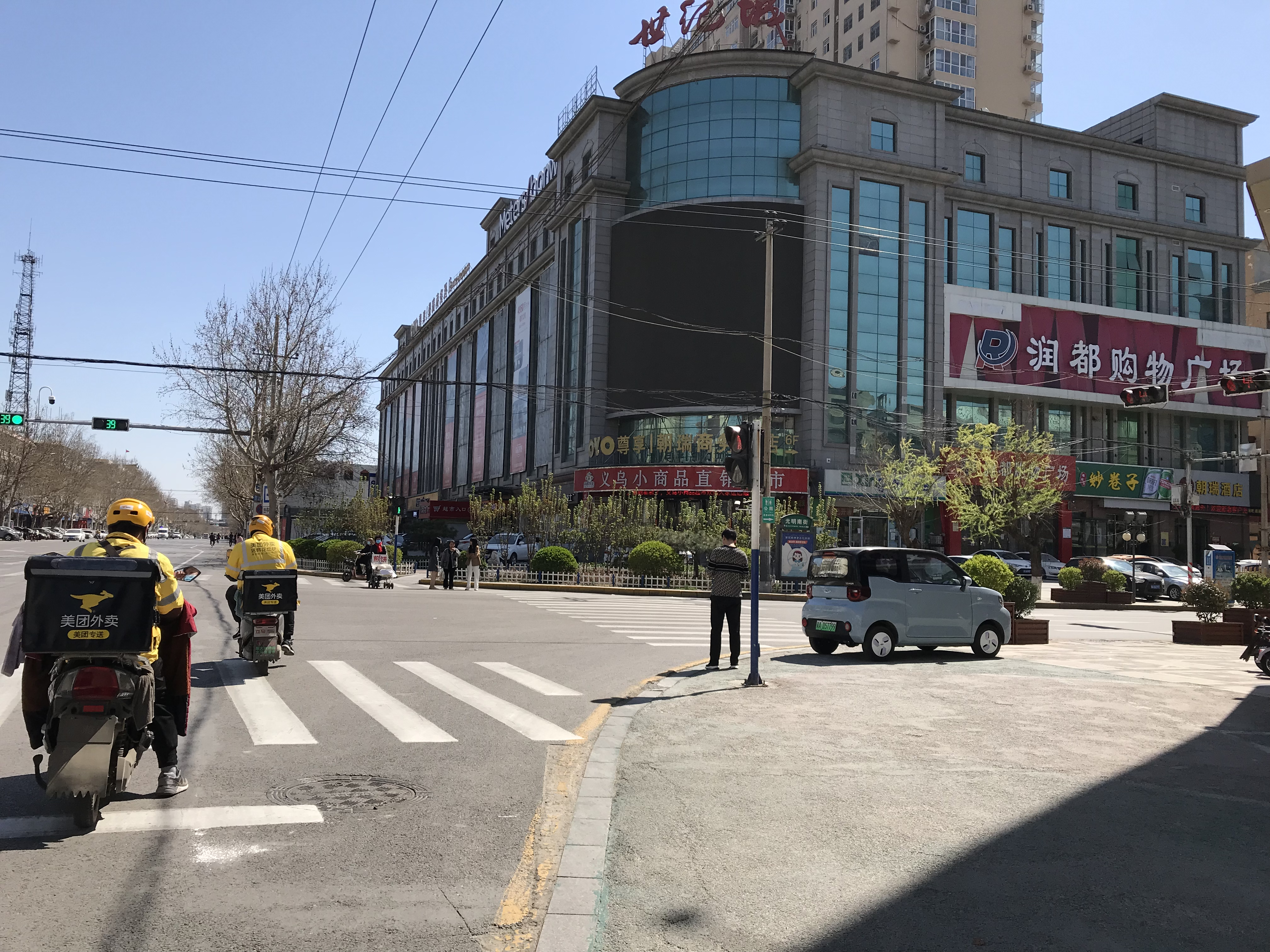
无极城区世纪城附近

## 历史沿革
夏商时是冀州地，春秋时属鲜虞国，西汉置毋极县，属中山国；东汉、曹魏皆因之；西晋废；北魏重置，属定州中山郡；隋属博陵郡；唐改为无极，属河北道定州；北宋属河北西路定州；金属河北西路中山府；元属真定路中山府；明属京师真定府；清属直隶正定府。民国初年无极县划归保定道，属直隶省（后改为河北省）。1938年，属晋察冀边区冀中区第二区。1940年，县城西南地区与藁城县合并，称藁无县，东北地区则与深泽、晋县合并称晋深极县。1945年，恢复原建置，无极属冀中第七专区。
1949年，归定县专区。1954年，改属石家庄专区。
1958年，藁城县、栾城县、无极县合并称藁城县。
1962年，从藁城县析出，复置无极县。现属河北省石家庄市。

## 行政区划
无极县下辖6个镇、4个乡、1个民族乡：
无极镇、七汲镇、张段固镇、北苏镇、郭庄镇、大陈镇、里城道镇、东侯坊镇、高头回族乡、郝庄乡和南流乡。

## 地理
无极县地处华北平原，西倚太行，东向渤海，北望京畿，南临滹沱。地理坐标位于东经114°47′~115°28′，北纬38°03′~38°18′之间。东与深泽县接壤，东南隔滹沱河与晋州市相望，西南与藁城区搭界，西北与新乐市为邻，北、东北与定州市毗连，县境东西长28.8千米，南北宽24.4千米，总面积524平方千米，周边界长132.9千米。县政府驻地位于县境中北部，西南距石家庄市54千米，东北距首都北京137.5千米。

## 人口
根据(河北省)石家庄第七次全国人口普查公报显示：无极县常住人口为451377人，男性49.96人，女性50.04人，年龄结构中0-14岁占比21.37%，15-59岁占比57.62%，60岁以上占比21.01%，65岁以上占比14.37%。
2022年，無極縣户籍人口534622人。其中：城鎮人口113737人，鄉村人口420885人。出生人口3081人，死亡人口1876人。常住人口440523人。

## 交通
无极县的铁路交通不甚发达，辖区内无铁路过境；只有仍在规划中的石雄城际铁路经过无极。
- 津石高速公路过境
- 338国道、 515国道过境。
- 无极东站（石雄城际铁路，规划中）

## 地方特产
无极县作为传统的农业县，当地的居民饮食文化有显著的农业文明特点。无极县出产的较著名的美食有缸炉烧饼、荞面饸饹等。
无极饸饹

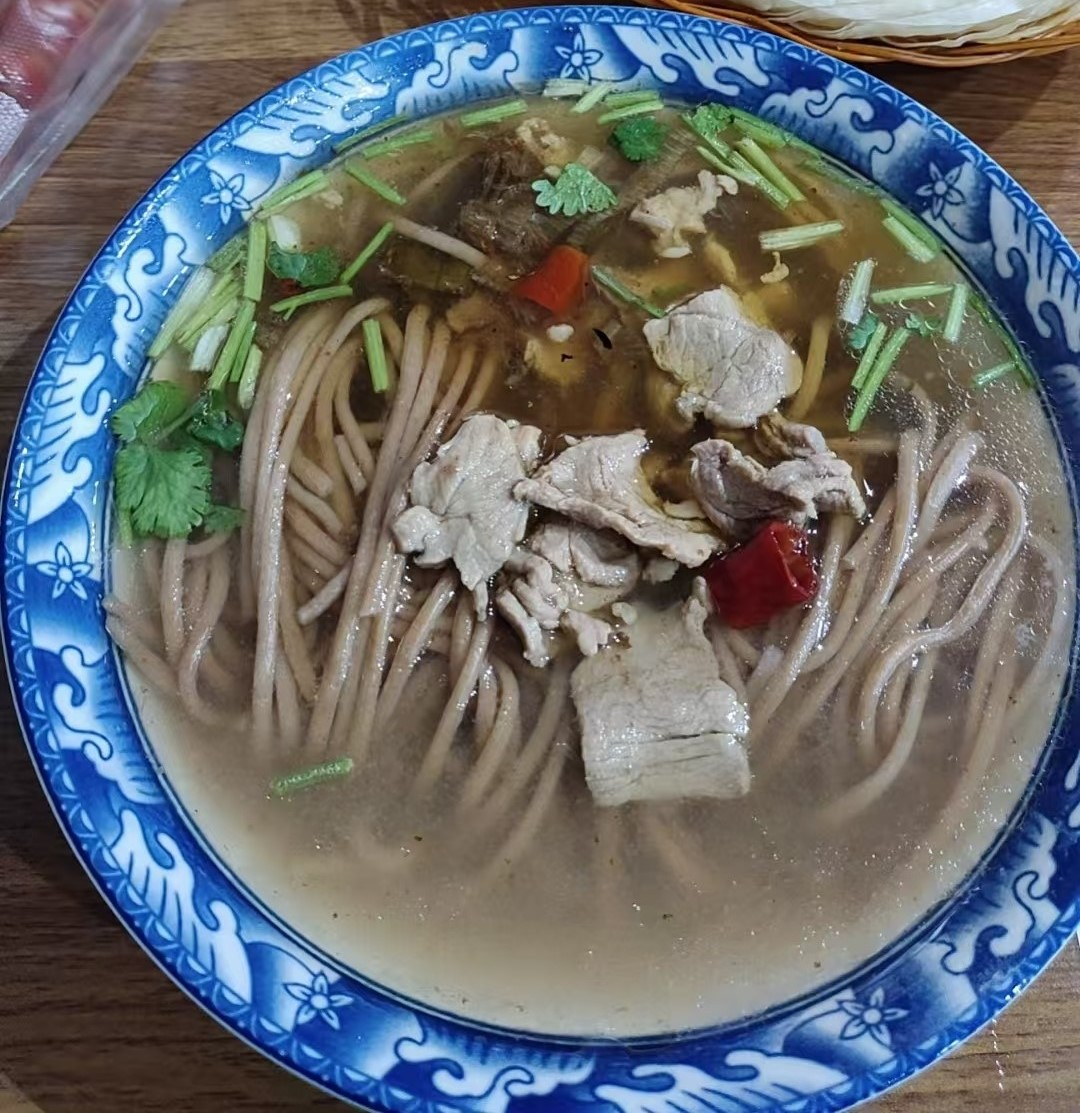
一碗传统的无极饸饹

无极饸饹是一种荞面饸饹，以北苏镇出产的最为知名，当地有知名门店“北苏袁家饸饹”。制作饸饹首先要把荞麦面和成面团，再将木制的饸饹床放在大铁锅上，上边压，下边煮，一个滚就熟；最后用筷子挑到碗里浇上肉卤就可以出锅了。当地群众过大年、办喜事都少不了这道饭，也把它当作一种礼品馈赠亲朋好友，并远销北京、天津、石家庄等地。
无极蒸碗
蒸碗主要是由猪肉制作组成的十六道菜，因其多用黑色粗瓷碗装盛而得名“蒸碗”。蒸碗一般由八道荤菜、八道素菜组成。荤菜有方肉、酥肉、扣肘、肉丸子、豆腐夹肉、白菜包肉、鸡蛋卷肉等，一般选取肘子肉，后臀肉；素菜有豆腐（炸豆腐或白豆腐）、海带、粉条、蘑菇、焖子和农家时令菜蔬（如萝卜、白菜、茄子等）。其荤菜均是运用独特工艺先煮后蒸，且需按照严格的程序和工序。除此之外，蒸碗在选料、刀功、火候的掌握以及配料的选择上也颇有讲究。